# Justin Reed
Justin Michael Reed (Jackson, Misisipi, 16 de enero de 1982- ibidem, 20 de octubre de 2017) fue un baloncestista estadounidense que disputó tres temporadas en la NBA, transcurriendo el resto de su carrera en la NBA D-League. Con 2,03 metros de estatura, jugaba en la posición de alero.

## Trayectoria deportiva

### Universidad
Jugó cuatro temporadas con los Ole Miss Rebels de la Universidad de Misisipi, en las que promedió 14,6 puntos y 6,3 rebotes por partido. En su primera temporada fue elegido debutante del año de la Southeastern Conference, mientras que en las tres siguientes apareció en los mejores quintetos de la conferencia, haciéndolo en el primero en 2004, cuando lideró la misma en anotación.

### Profesional
Fue elegido en la cuadragésima posición del Draft de la NBA de 2004 por Boston Celtics, donde en su primera temporada sólo saltó a la pista en 23 partidos, en los que promedió 1,8 puntos.
Mediada la siguiente temporada fue traspasado, junto con Ricky Davis, Marcus Banks, Mark Blount y dos futuras segundas rondas del draft a los Minnesota Timberwolves, a cambio de Wally Szczerbiak, Michael Olowokandi, Dwayne Jones y una futura primera ronda de draft. Allí tuvo más minutos de juego, acabando la temporada con unos promedios de 6,3 puntos y 1,4 rebotes por partido.
Jugó una temporada más en los Wolves, promediando 2,6 puntos y 1,1 rebotes. En junio de 2007 fue traspasado junto con Mike James a los Houston Rockets  cambio de Juwan Howard, pero no llegó a debutar.
Acabó su carrera jugando en los Austin Toros y los Bakersfield Jam de la NBA D-League.

## Estadísticas de su carrera en la NBA

### Temporada regular
| Temporada | Edad | Equipo             | Liga | Pos. | P   | TIT | MIN  | TC  | TCA | %TC  | 3P  | 3PA | %3P  | 2P  | 2PA | %2P  | TL  | TLA | %TL  | R.OF. | R.DEF. | REB | ASIS | ROB | TAP | PER | FP  | PTS |
| 2004-05   | 23   | Boston Celtics     | NBA  | SF   | 23  | 0   | 5.3  | 0.7 | 1.3 | .517 | 0.0 | 0.1 | .000 | 0.7 | 1.1 | .577 | 0.5 | 0.7 | .733 | 0.3   | 0.3    | 0.7 | 0.4  | 0.1 | 0.0 | 0.2 | 0.5 | 1.8 |
| 2005-06   | 24   | TOTAL              | NBA  | SF   | 72  | 6   | 13.8 | 1.7 | 4.1 | .403 | 0.0 | 0.0 | .000 | 1.7 | 4.1 | .405 | 1.2 | 1.7 | .725 | 0.7   | 1.0    | 1.7 | 0.6  | 0.3 | 0.2 | 0.7 | 2.3 | 4.5 |
| 2005-06   | 24   | Boston Celtics     | NBA  | SF   | 32  | 0   | 9.1  | 0.8 | 2.3 | .338 | 0.0 | 0.0 |      | 0.8 | 2.3 | .338 | 0.8 | 1.3 | .625 | 0.4   | 0.5    | 0.9 | 0.2  | 0.2 | 0.1 | 0.5 | 1.4 | 2.3 |
| 2005-06   | 24   | Minnesota T'wolves | NBA  | SF   | 40  | 6   | 17.7 | 2.4 | 5.5 | .425 | 0.0 | 0.0 | .000 | 2.4 | 5.5 | .427 | 1.6 | 2.0 | .775 | 1.0   | 1.4    | 2.4 | 0.9  | 0.5 | 0.3 | 0.9 | 3.0 | 6.3 |
| 2006-07   | 25   | Minnesota T'wolves | NBA  | PF   | 41  | 3   | 7.8  | 1.0 | 2.6 | .374 | 0.0 | 0.0 |      | 1.0 | 2.6 | .374 | 0.6 | 0.7 | .867 | 0.4   | 0.8    | 1.1 | 0.4  | 0.1 | 0.1 | 0.5 | 1.1 | 2.6 |
| Total     |      |                    | NBA  |      | 136 | 9   | 10.6 | 1.3 | 3.2 | .404 | 0.0 | 0.0 | .000 | 1.3 | 3.1 | .407 | 0.9 | 1.2 | .752 | 0.6   | 0.8    | 1.4 | 0.5  | 0.2 | 0.1 | 0.6 | 1.6 | 3.5 |

### Playoffs
| Temporada | Edad | Equipo         | Liga | Pos. | P | TIT | MIN | TC  | TCA | %TC  | 3P  | 3PA | %3P  | 2P  | 2PA | %2P  | TL  | TLA | %TL  | R.OF. | R.DEF. | REB | ASIS | ROB | TAP | PER | FP  | PTS |
| 2004-05   | 23   | Boston Celtics | NBA  | SF   | 6 | 0   | 3.7 | 0.3 | 1.0 | .333 | 0.0 | 0.3 | .000 | 0.3 | 0.7 | .500 | 0.5 | 0.7 | .750 | 0.0   | 0.2    | 0.2 | 0.0  | 0.0 | 0.0 | 0.3 | 0.3 | 1.2 |
| Total     |      |                | NBA  |      | 6 | 0   | 3.7 | 0.3 | 1.0 | .333 | 0.0 | 0.3 | .000 | 0.3 | 0.7 | .500 | 0.5 | 0.7 | .750 | 0.0   | 0.2    | 0.2 | 0.0  | 0.0 | 0.0 | 0.3 | 0.3 | 1.2 |

## Fallecimiento
Reed falleció el 20 de octubre de 2017, tras una larga batalla contra el angiosarcoma, un tipo de cáncer en la sangre.